# Casa Horta Matanzas
La casa Horta Matanzas és un edifici d'Arenys de Mar (Maresme) inclòs en l'Inventari del Patrimoni Arquitectònic de Catalunya.

## Descripció
Caseta aïllada de dues plantes amb teulada de dues vessants creuades i un porxo amb terrat superior sostingut per columnes a l'entrada principal. La façana principal dona al carrer, però pels altres costats la casa està rodejada de jardí i arbres. Hi ha plantes trepadores que cobreixen gran part de les façanes.

## Història
Estava gairebé als afores del poble, però amb la construcció de blocs d'habitatges del Patronat de Santa Maria quedà inclosa dins l'urbanisme de la vila.